# Isabella
 For alternative betydninger, se Isabella (virksomhed). Der er for få eller ingen kildehenvisninger i denne artikel, hvilket er et problem. Du kan hjælpe ved at angive troværdige kilder til de påstande, som fremføres i artiklen.

Isabella er et italiensk pigenavn som nyder stor popularitet i de vestlige lande, heriblandt i USA, Canada og Danmark.
Der findes to teorier om navnet Isabellas afstamning og betydning. Den ene er, at Isabella er en variant af navnet Elisabeth som er den latinske variant af det hebræiske navn Elisheva som betyder: Min Gud er min ed. Den anden er, at Isabella er den italienske variant af det spanske navn Isabel og det franske navn Isabelle som begge er varianter af det bibelske navn Jezebel. Altså stammer navnet Isabella enten fra Elisheva eller Jezebel som begge er bibelske og hebræiske navne.
I 2023 var der ifølge Danmarks Statistik 9861 personer med navnet Isabella i Danmark. 
I engelsksprogede sammenhænge bliver navnene ofte brugt i flæng med Elisabeth, men den moderne engelske version er Isobel.

## Kendte personer med navnet

### Kongelige
- Isabella af Hainaut, dronning af Frankrig.
- Isabella 1. af Kastilien og Aragonien, (Isabella den Katolske), dronning i Spanien.
- Isabella 2. af Spanien
- Isabella af Habsburg (Isabella af Burgund), dronning af Danmark.
- Prinsesse Isabella, dansk prinsesse.

### Andre
- Isabelle Adjani, fransk skuespiller.
- Isabel Allende, chilensk forfatter.
- Isabelle Huppert, fransk skuespiller.
- Isabell Kristensen, dansk designer.
- Isabella Miehe-Renard, dansk journalist og tv-vært.
- Isabella Rossellini, italiensk skuespiller.
- Isabella Smith (død 2022), dansk forfatter, skribent og tv-vært.

## Navnet anvendt i fiktion
- Isabel Linton er en figur i Emily Brontës Stormfulde højder.
- Isabella Swan – fiktiv person

## Andre anvendelser
- Isabella, en bleg, grå-gul farve.
- Isabella Fortelte, producent af fortelte
- Isabellas, dansk magasin
- Isabella A/S – dansk producent af telte